# Spitzer (télescope spatial)
Pour les articles homonymes, voir Spitzer.
Spitzer ou SIRTF (Space Infrared Telescope Facility) est un télescope spatial infrarouge développé par la NASA et nommé en l'honneur de l'astrophysicien américain Lyman Spitzer. Il est le dernier des quatre « Grands Observatoires » aux caractéristiques complémentaires réalisés par la NASA pour répondre aux grandes interrogations scientifiques de la fin du xxe siècle dans le domaine de l'astrophysique. Son rôle est principalement d'observer les origines de l'Univers, la formation et l'évolution des galaxies primitives, la genèse des étoiles et des planètes et l'évolution de la composition chimiques de l'Univers, qui sont des phénomènes principalement visibles dans l'infrarouge.
Ce projet de télescope infrarouge est lancé en 1984 par la NASA. Au cours de son développement, la taille de Spitzer est fortement revue à la baisse (masse abaissée de 5,7 tonnes à moins d'une tonne) pour faire face à des réductions budgétaires qui touchent l'agence spatiale. Ses capacités sont néanmoins nettement supérieures à ses prédécesseurs, IRAS (1983) et ISO (1995), grâce à plusieurs choix techniques et aux progrès réalisés entre-temps dans le domaine des détecteurs infrarouges. Sa partie optique est constituée par un télescope de 85 cm de diamètre. Le rayonnement infrarouge collecté est analysé par trois instruments qui sont refroidis comme le télescope par de l'hélium liquide : un photomètre imageur en proche et moyen infrarouge (3 à 8 micromètres), un spectroscope (5 à 40 micromètres) et un spectrophotomètre pour l'infrarouge lointain (50 à 160 micromètres).
Lancé le 25 août 2003 et placé sur une orbite héliocentrique, le télescope fonctionne à pleine capacité jusqu'en mai 2009. À compter de cette date, ayant épuisé son hélium liquide qui le refroidissait, il continue à faire fonctionner une partie de son instrumentation en mode « chaud ». Le télescope est finalement mis à la retraite le 30 janvier 2020, la NASA estime que le projet a coûté 1,36 milliard de dollars depuis le début de sa conception jusqu'à la fin des opérations. 

## Historique

### Les prédécesseurs: IRAS et ISO (1983-1995)

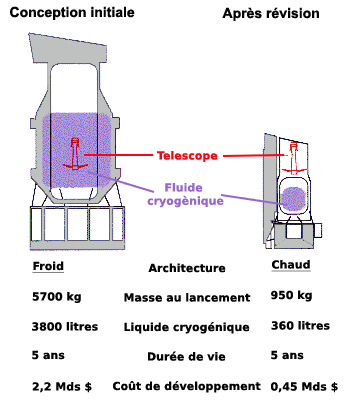
En cours de conception la taille de SIRTF a dû être fortement réduite pour faire face à des contraintes budgétaires mais le télescope est resté un engin performant.

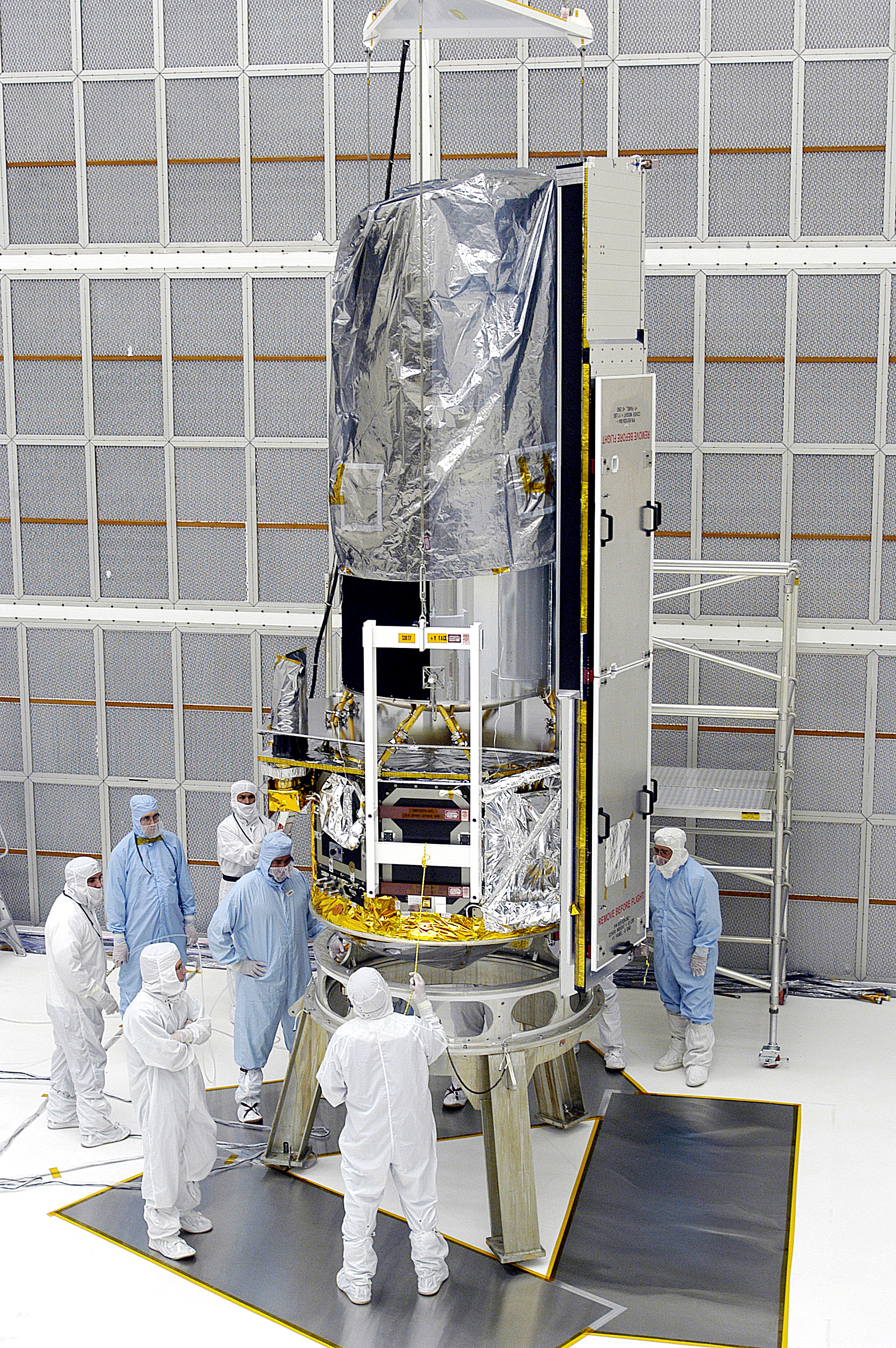
Spitzer est un instrument de taille modeste comparé aux autres grands observatoires de la NASA.

Spitzer est, d'un point de vue chronologique, le troisième grand télescope spatial infrarouge : il est précédé par IRAS, développé par l'agence spatiale américaine, la NASA, en collaboration avec les Pays-Bas et le Royaume-Uni et lancé en 1983, ainsi que par ISO, conçu par l'Agence spatiale européenne et lancé en 1995.
À la fin des années 1960, la NASA attend beaucoup de la navette spatiale américaine, qui doit effectuer ses premiers vols au début de la décennie suivante. Parmi les utilisations envisagées de ce lanceur spatial capable de revenir au sol à la fin de sa mission figurent l'emport d'un télescope spatial infrarouge qui doit bénéficier de la cadence de lancement élevée de la navette — la NASA envisage d'effectuer un vol par semaine — et des missions de longue durée (jusqu'à 30 jours). Dès 1969, il est proposé de développer un télescope infrarouge cryogénique doté d'un miroir d'un mètre de diamètre qui doit être installé dans la soute de la navette spatiale. Le coût de ce télescope, baptisé Shuttle Infrared Test Facility (« Installation d'essai infrarouge de la navette ») abrégé en SIRTF, est évalué à l'époque de 120 millions de dollars américains. Ce projet reçoit en 1979 l'appui de l'Académie nationale des sciences des États-Unis. La NASA lance en 1983 un appel d'offres pour la construction d'un observatoire spatial infrarouge solidaire de la navette spatiale et qui reviendrait au sol à la fin de chaque mission. Ce télescope doit effectuer son premier vol en 1990. Toutefois le succès du télescope infrarouge IRAS développé par la NASA, incite l'agence spatiale à modifier ses plans en 1984 : celle-ci décide de développer un télescope spatial infrarouge autonome. Cette décision est confortée par la découverte que le petit télescope infrarouge IRT (InfraRed Telescope), embarqué dans la soute de la navette spatiale en juillet 1985 (mission STS-51-F), doit faire face à d'importants problèmes de contamination par les émissions infrarouge produites par l'engin spatial une fois dans l'espace. L'acronyme SIRTF est conservé malgré ce changement d'architecture mais il signifie désormais Space Infrared Telescope Facility (Installation de télescope spatial infrarouge),.

### Développement (1984-2003)
Les résultats spectaculaires du télescope spatial infrarouge IRAS, lancé en 1983 par la NASA et dont la mission n'a duré que dix mois, poussent la communauté des astronomes à demander le développement d'un successeur. Le rapport Bahcall, rédigé en 1991 dans le but d'identifier les projets astronomiques prioritaires, pronostique que la décennie 1990 sera celle de l'infrarouge et donne la priorité dans le domaine spatial au développement d'un télescope infrarouge. Le télescope infrarouge SIRTF/Spitzer est conçu pour être le dernier des quatre « Grands Observatoires » développé par la NASA pour répondre aux grandes interrogations dans le domaine de l'astrophysique. Les autres télescopes de ce programme sont le télescope spatial Hubble mis en orbite en 1990 pour les observations dans le spectre visible et l'ultraviolet proche, Chandra (en 1999) pour les rayons X mous (0,01 à 10 nm) et Compton Gamma-Ray Observatory (en 1991) pour le rayonnement gamma et les rayons X durs (10 à 100 pm). La réalisation du télescope est gérée par le centre JPL de la NASA. Le projet initial évolue vers un engin beaucoup plus ambitieux et il est désormais envisagé un télescope d'une masse de 5,7 tonnes emportant 3 800 litres d'hélium liquide (pour refroidir les détecteurs) placé en orbite terrestre haute par un lanceur Titan. Mais le climat économique américain se dégrade à la même époque et plusieurs missions spatiales de la NASA sont des échecs. Peu après la publication du rapport Bahcall le budget de la NASA subit une forte diminution qui entraîne l'annulation de plusieurs projets et une réduction des objectifs et performances des projets qui sont maintenus. Spitzer subit ainsi en cinq ans deux coupes budgétaires qui font passer le budget alloué au projet de 2,2 milliards à 500 millions de dollars. Malgré cette réduction drastique, SIRTF/Spitzer dispose, grâce aux derniers progrès dans le domaine de l'observation infrarouge et plusieurs optimisations, d'une sensibilité de 10 à 100 fois plus grande que celle de ses prédécesseurs. En effet, dans les années 1980, le département de la Défense américain a investi des centaines de millions de dollars dans le développement de détecteurs infrarouges. Les avancées technologiques qui en résultent se sont progressivement diffusées vers les applications civiles, permettant la mise au point pour l'astronomie infrarouge de détecteurs beaucoup plus sensibles : alors que les détecteurs du satellite IRAS ne comportent que 62 pixels ceux de la caméra IRAC de Spitzer en comportent 65 000,.
Contrairement au déroulement des projets de ce type, les industriels impliqués dans la réalisation de Spitzer sont consultés dès le début de la conception. Lockheed Martin a la responsabilité globale du développement du satellite et des tests. Ball Aerospace développe l'ensemble cryogénique comprenant le cryostat et la partie optique. Les trois instruments embarqués sont réalisés respectivement par le centre de vol spatial Goddard de la NASA (instrument IRAC), l'université Cornell à Ithaca (État de New York), l'instrument IRS et l'université de l'Arizona (instrument MIPS). Les opérations du télescope sont pilotées par le Spitzer Science Center implanté sur le campus du California Institute of Technology à Pasadena (Californie).

## Déroulement de la mission

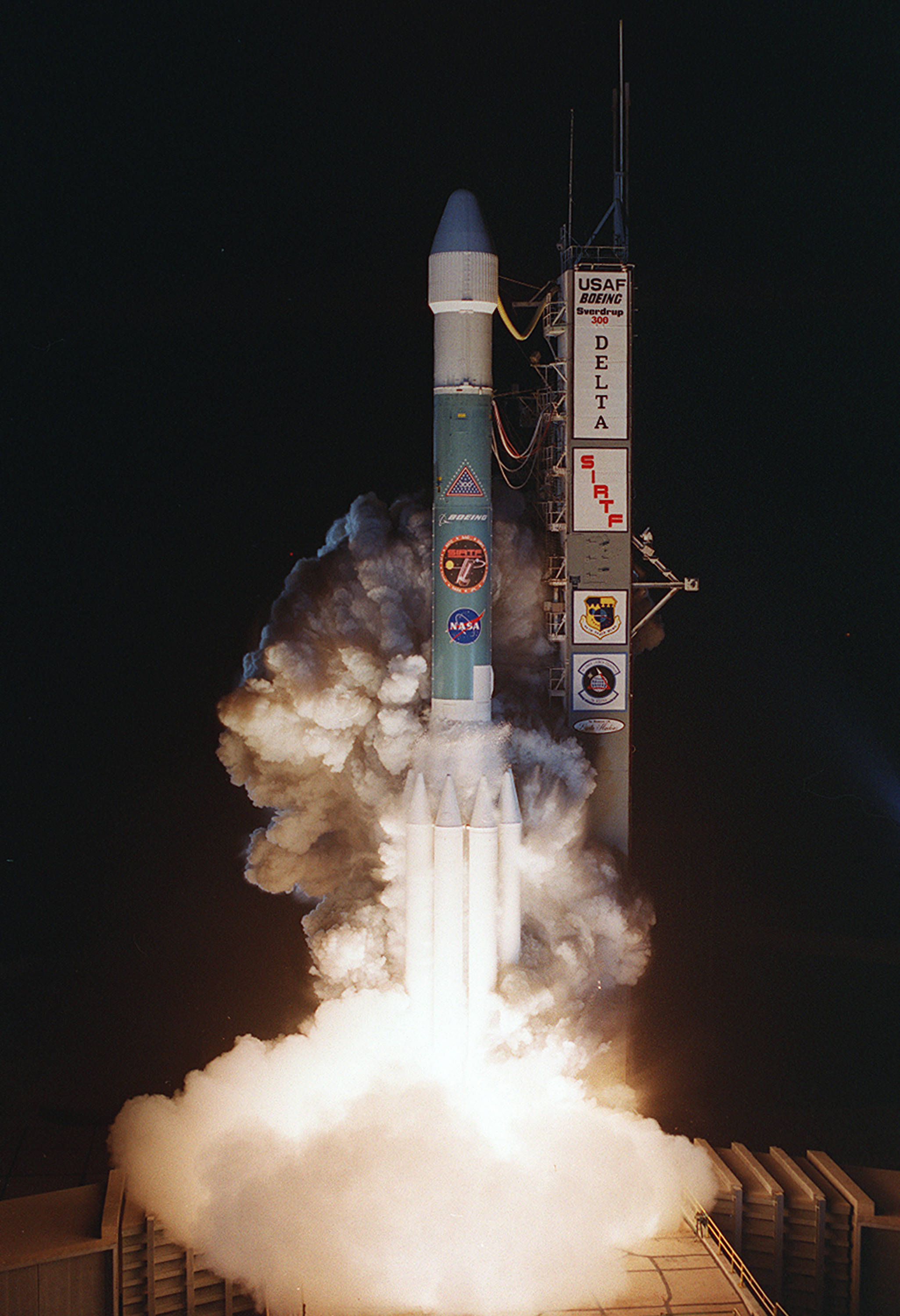
Lancement de Spitzer par un lanceur Delta II le 25 août 2003.

### Lancement
Spitzer est placé en orbite le 25 août 2003 par un lanceur Delta II 7920H depuis la base de lancement de Cap Canaveral en Floride. Baptisé SIRTF pour Space Infrared Telescope Facility avant son lancement, il est renommé Spitzer quatre mois plus tard en l'honneur du scientifique américain, Lyman Spitzer, astrophysicien américain qui a joué un rôle moteur dans les premiers projets de télescope spatial. Spitzer est lancé « chaud » ce qui permet de réduire sa masse. Durant les trois mois qui suivent, les instruments immergés dans l'hélium liquide se refroidissent progressivement tandis que la température de la partie optique est abaissée par les vapeurs de l'hélium qui s'évapore. Le télescope entame alors la phase cryogénique de sa mission.

### Mission froide (2003 - mai 2009)
Les premières images capturées par le télescope sont destinées à démontrer les capacités du nouveau télescope : il s'agit d'images d'une pouponnière d'étoiles, d'un disque de débris d'une planète en formation et des matériaux organiques d'un univers lointain. Une des observations les plus remarquables est effectuée en 2005 lorsque le télescope parvient à réaliser les premières images d'exoplanètes, les Jupiter chauds HD 209458 b et TrES-1b. En septembre 2006, le télescope participe à un relevé du ciel de la ceinture de Gould située à environ 3 000 années-lumière du Soleil. Le stock d'hélium doit permettre de refroidir les instruments durant 2,5 ans, mais finalement celui-ci ne s'épuise que le 15 mai 2009, soit 5,5 ans après le lancement. La mission primaire a une durée de 2,5 ans mais elle va être prolongée à plusieurs reprises pour s'achèver 15 ans après son lancement.

### Mission chaude (juillet 2009 - janvier 2020)
Le télescope spatial entame une nouvelle mission après l'épuisement de son hélium en juillet 2009 lorsque la température se stabilise à 28 kelvins. Deux des instruments ne fonctionnent plus mais les caméras infrarouge IRAC continuent de fonctionner de manière optimale dans ces nouvelles conditions. Elles permettent d'observer les longueurs d'onde 3,6 et 4,5 micromètres. Durant cette nouvelle phase de sa mission, le télescope cartographie les sources infrarouges de larges portions du ciel, observe les comètes et astéroïdes de notre système solaire, observe des exoplanètes et réalise des observations des galaxies les plus lointaines de notre univers.
En 2014, un arrêt de la mission est envisagé pour des raisons budgétaires mais le chef de projet parvient à abaisser le coût annuel des opérations de 17 millions US$ à 11 millions US$. En 2016, la NASA décide de prolonger la mission car Spitzer sort particulièrement bien classée d'une comparaison avec cinq autres missions spatiales d'astrophysique lorsque les coûts et les résultats sont rapprochés. Les responsables de l'agence spatiale américaine décident de prolonger la mission jusqu'au lancement du prochain télescope spatial infrarouge JWST qui est prévu en 2018. Lorsque le lancement de celui-ci est repoussé à 2021, l'agence spatiale, après avoir tenté de trouver des sources de financement extérieures, décide de ne pas prolonger la mission de Spitzer au-delà de janvier 2020.

### Fin de mission
Le télescope circule sur une orbite proche de celle de la Terre. Progressivement il s'éloigne de celle-ci (début 2020, le télescope se situe à 260 millions de kilomètres de la Terre, soit plus de 700 fois la distance Terre-Lune). Conséquence de la position relative du télescope par rapport à la Terre, l'orientation de ses panneaux solaires durant les séances de télécommunications est de plus en plus défavorable et celles-ci se raccourcissent progressivement. Après 16 ans d'opérations, la NASA décide de mettre fin à la mission le 30 janvier 2020. Des commandes sont envoyées par le centre de contrôle pour que Spitzer se place en mode survie avec ses panneaux solaires maintenus pointés vers le Soleil. Le télescope spatial va continuer de s'éloigner progressivement de la Terre avant de s'en rapprocher de nouveau et passer à proximité de celle-ci (8 fois la distance Terre-Lune) en 2053. Le signal radio sera tellement faible à ce moment-là qu'il faudra un équipement spécialement conçu pour le capter. Le coût de la mission en incluant le lancement, la conduite des opérations et l'analyse des données est évalué à 1,19 milliard de dollars sur la durée de la mission primaire et à 1,36 milliard US$ en incluant les opérations jusqu'à la mise hors service en 2020,,.

## Objectifs scientifiques
Tous les objets dans l'Univers produisent en continu des émissions dans l'ensemble du spectre électromagnétique (lumière visible, infrarouge, ultraviolet, ondes radio, rayons gamma et rayons X), qui fournissent des informations sur leur structure et les processus qui les affectent. Une grande partie de ces émissions, notamment les émissions infrarouges, ne peut être observée que de l'espace car elles ne parviennent pas jusqu'au sol de la Terre, étant interceptées par l'atmosphère terrestre. Le rayonnement infrarouge est particulièrement intéressant car il est émis par tout objet dont la température est supérieure à 0 kelvin (−273,15 °C). Cette caractéristique permet aux télescopes infrarouges comme Spitzer d'observer des phénomènes invisibles dans d'autres longueurs d'onde comme :
- la naissance des étoiles avant que celles-ci ne soient suffisamment massives pour que la fusion thermonucléaire s'amorce. La lumière infrarouge émise durant cette première phase parvient jusqu'aux observatoires spatiaux malgré l'épais voile de poussière présent[12] ;
- les étoiles en mourant produisent de la matière sous forme de poussière qui sert de matériau de base pour la formation de nouvelles étoiles. L'observation dans l'infrarouge des étoiles en fin de vie fournit des informations essentielles sur la composition de cette poussière. Ces informations doivent permettre aux astronomes de reconstituer l'origine de la poussière au tout début de l'Univers[13] ;
- l'observatoire Spitzer peut étudier le processus de formation des planètes. Spitzer n'est pas capable d'observer les exoplanètes, mais il peut observer le disque protoplanétaire constitué par des nuages de poussière. En mesurant la température du disque le télescope permet de connaître la structure et l'âge du disque et de déterminer si des planètes sont en cours de formation ou déjà formées[14] ;
- l'observation dans l'infrarouge des galaxies permet de caractériser les trois sources de ce rayonnement présentes : les étoiles, le milieu interstellaire et la poussière interstellaire. Spitzer peut ainsi identifier les galaxies qui produisent à un rythme rapide de nouvelles étoiles (les pouponnières d'étoiles) et identifier l'origine de cette genèse. L'observation de notre propre galaxie, la Voie lactée, permet de localiser les régions dans lesquelles se forment encore des étoiles. Enfin, Spitzer doit permettre de mieux comprendre les galaxies lumineuses en infrarouge dont la caractéristique est d'émettre plus de 90 % de leur lumière dans l'infrarouge[15] ;
- la plupart des étoiles qui peuplent l'Univers ne sont pas suffisamment massives pour amorcer la fusion thermonucléaire. Ces naines brunes ne produisent pas de lumière visible mais émettent dans l'infrarouge. Une partie de la matière noire, que les astronomes cherchent à identifier, peut être constituée de naines brunes. La sensibilité des instruments de Spitzer permet d'en effectuer le recensement dans le voisinage du Système solaire et de les étudier[16] ;
- de gigantesques nuages moléculaires sont situés dans l'espace interstellaire. Ils sont constitués principalement d'hydrogène et constituent le réservoir de matière première à partir duquel les étoiles se forment. L'étude de la densité et de la température de ces nuages par Spitzer fournit des informations importantes sur les conditions physiques et la composition chimique qui permet de produire les protoétoiles[17] ;
- la lumière des galaxies les plus anciennes apparues il y a 13 milliards d'années soit de près d'un milliard d'années après le Big Bang est visible depuis la Terre dans le domaine de l'infrarouge du fait du phénomène du décalage vers le rouge. Spitzer permet d'étudier ces galaxies et ainsi de déterminer comment et quand ces premiers objets de l'Univers se sont formés. Le télescope permet également d'étudier le fond diffus cosmologique infrarouge qui résulte des émissions de galaxies et d'étoiles trop peu visibles pour pouvoir être distinguées[18] ;
- la plupart des galaxies contiennent un ou parfois plusieurs trous noirs supermassifs en leur centre. Spitzer est particulièrement bien équipé pour observer ces objets lorsqu'ils sont actifs (en train d'absorber de la matière). Ces trous noirs sont observés par Spitzer grâce au rayonnement infrarouge émis par la matière lorsqu'elle est attirée par ceux-ci[19] ;
- Spitzer est le premier télescope qui peut observer directement la lumière d'une exoplanète, c'est-à-dire d'une planète orbitant autour d'une autre étoile. Le télescope peut déterminer la température, les vents et la composition de planètes lointaines lorsque celles-ci répondent à certaines caractéristiques (taille, éloignement)[20].

## Orbite
Le télescope infrarouge doit se tenir écarté autant que possible de toute source de chaleur et pouvoir maintenir ses instruments à une température proche de zéro kelvin sans consommer trop rapidement l'hélium utilisé pour les refroidir. Les concepteurs de la mission choisissent, contrairement aux télescopes infrarouges qui précèdent, de ne pas mettre Spitzer en orbite autour de la Terre, car celle-ci réfléchit une partie de la chaleur émise par le Soleil, mais de le placer sur une orbite héliocentrique parallèle à celle de la Terre, qu'il parcourt en 372 jours. Sur cette orbite, la température du télescope chute de manière passive à 34 kelvins, ce qui permet d'économiser l'hélium pour le refroidissement initial. De plus, étant éloigné de la Terre, Spitzer dispose d'un champ d'observation beaucoup plus étendu : 30 % du ciel est observable à n'importe quel moment tandis que le reste du ciel peut être vu deux fois par an durant des périodes consécutives d'environ 40 jours. Le pointage du télescope est encadré par deux contraintes : son axe ne doit pas se rapprocher de plus de 80° de celui du Soleil, car au-delà le panneau solaire/pare-soleil ne peut plus empêcher son échauffement, et il ne doit pas s'écarter de l'axe du Soleil de plus de 120°, pour que les cellules solaires puissent produire suffisamment d'énergie. Sur son orbite, Spitzer s'écarte progressivement de la Terre (il tourne moins vite autour du Soleil) au rythme d'un dixième d'unité astronomique par an. Cet éloignement progressif entraîne une diminution progressive du débit dans les échanges avec la Terre.

## Caractéristiques techniques
Spitzer est le plus petit des Grands Observatoires de la NASA : il mesure un tiers de la longueur du télescope spatial Hubble pour un onzième de sa masse. C'est un engin de forme cylindrique de 4,45 mètres de long pour 2,1 mètres de diamètre qui est composé de trois sous-ensembles :
- le télescope avec ses instruments scientifiques refroidis par de l'hélium liquide qui est protégé par une enveloppe. L'ensemble forme le CTA (Cryogenic Telescope Assembly) ;
- le module de service situé à l'extrémité inférieure du télescope. C'est un module à huit côtés qui abrite l'électronique des instruments scientifiques, les antennes, les propulseurs et les ordinateurs chargés de faire fonctionner le télescope et de l'orienter ;
- les panneaux solaires qui maintiennent également le télescope à l'abri du rayonnement solaire.

Spitzer a une masse de 950 kg en incluant les 15,6 kg d'azote utilisés pour les corrections d'orbite et les 360 litres d'hélium (50,4 kg) utilisés pour refroidir les instruments et le télescope. Ses panneaux solaires fournissent 400 watts, qui sont stockés dans des batteries ayant une capacité de 16 ampères-heures. Le pointage du télescope est effectué en utilisant des roues de réaction. La désaturation des roues de réaction est effectuée en utilisant deux groupes de six propulseurs à gaz froid utilisant de l'azote.

### Isolation thermique

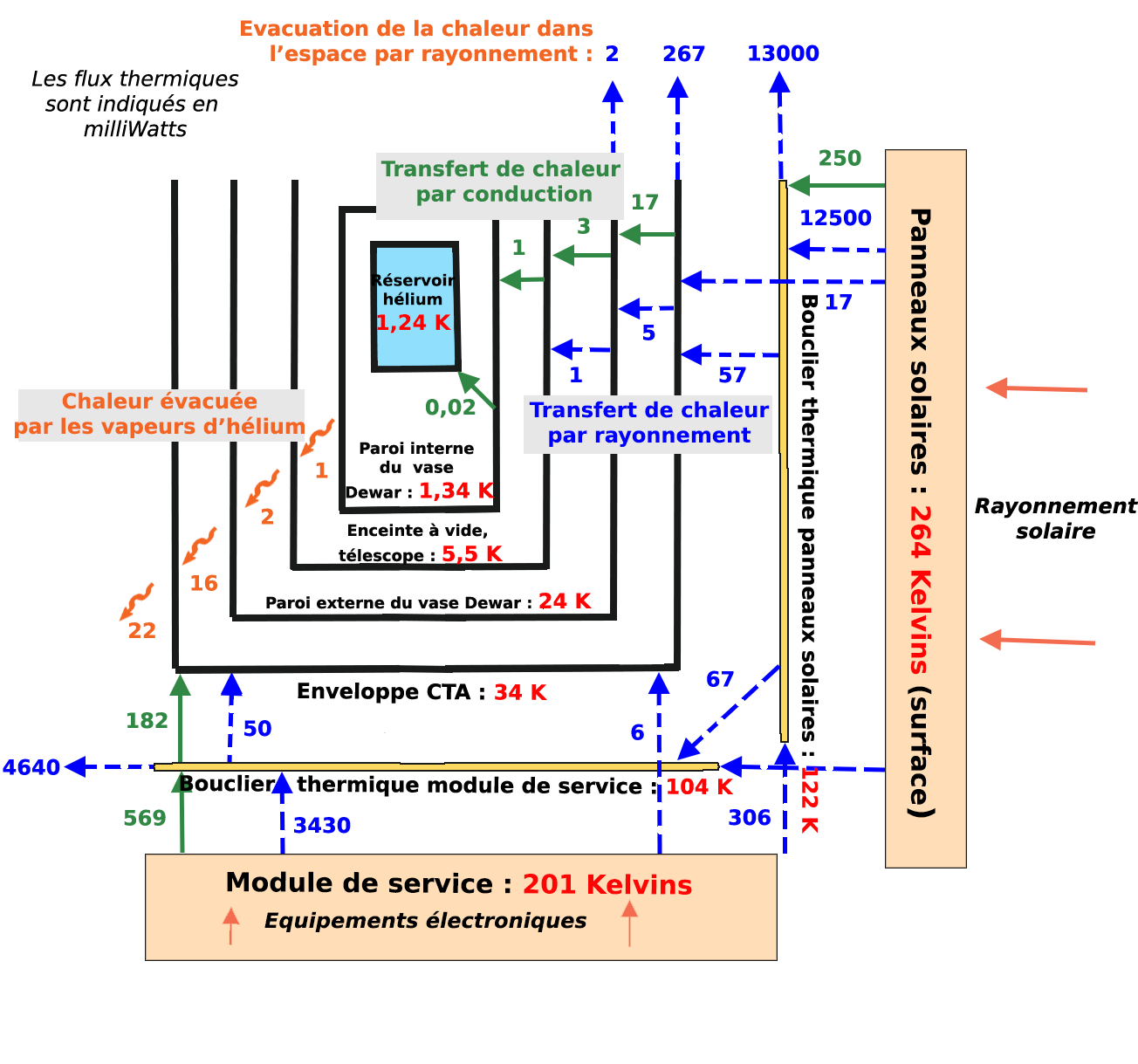
Modélisation des échanges thermiques du télescope spatial infrarouge Spitzer.

Le télescope doit être maintenu aussi froid que possible pour que les objets observés par les instruments ne soient pas confondus par les instruments avec d'autres sources de chaleur (infrarouge) issues des instruments eux-mêmes. La chaleur est produite par le rayonnement solaire, qui frappe les panneaux solaires (à droite sur le schéma ci-contre) et l'électronique du module de service (en bas sur le schéma). La partie de la charge utile de Spitzer qui doit être maintenue à des températures très basse est baptisée CTA (Cryogenic Telescope Assembly). Le satellite est orienté de manière que le Soleil ne frappe jamais le CTA. Le CTA comprend quatre sous-ensembles : le télescope, le compartiment contenant les instruments scientifiques (hors électronique), le cryostat et l'enveloppe externe chargée d'isoler cet ensemble sur le plan thermique. Le télescope emporte de l'hélium liquide qui, en s'évaporant, permet d'évacuer la chaleur, mais pour que la mission dure il est essentiel que la chaleur excédentaire soit évacuée ou arrêtée en isolant au mieux les parties froides du télescope et ses instruments,,.
La chaleur se diffuse vers le télescope et ses instruments par conduction (via les entretoises qui solidarisent les différents composants) et par rayonnement. Le CTA est attaché au module de service par des entretoises conçues pour limiter les transferts thermiques. Deux boucliers thermiques, situés d'une part entre le CTA et le module de service et d'autre part entre le CTA et les panneaux solaires, interceptent et évacuent dans le vide par rayonnement la majeure partie de la chaleur produite. L'enveloppe externe du CTA, réalisée en nid d'abeilles d'aluminium, est peinte en noir sur la face opposée à celle du Soleil pour évacuer le maximum de chaleur vers l'espace. Elle est brillante sur l'autre face pour réfléchir le rayonnement du Soleil. Le cryostat est constitué par une enceinte dans laquelle le vide est fait et contient l'hélium liquide : les vapeurs produites par évaporation refroidissent l'ensemble à une température d'environ cinq kelvins en compensant la faible quantité de chaleur (modélisée à 4 mW) qui parvient jusqu'au cœur du télescope ou qui est produite par les détecteurs des instruments. Le CTA est fermé à son extrémité supérieure par un opercule pour limiter l'évaporation de l'hélium au début du vol. Cette pièce du télescope est éjectée pour permettre à la lumière de parvenir jusqu'au miroir primaire lorsque la température de l'ensemble est tombé en dessous de 35 kelvins,.

### Télécommunications
Les échanges entre le satellite et la Terre ne se font pas en continu car l'antenne grand gain utilisée pour les communications est fixe et n'est pas pointée vers la Terre lorsque le télescope fonctionne. Une fois toutes les 12 à 24 heures, l'orientation du télescope est modifiée pour permettre le pointage de l'antenne vers la Terre et les données sont transférées. Le télescope dispose d'une mémoire de masse d'une capacité de huit gigabits, qui permet éventuellement de sauter une séance de télécommunications. Spitzer dispose par ailleurs de quatre antennes à faible gain.
| Schéma de Spitzer et vue en coupe \| \| \| |  |
| A Partie optique : 1 - miroir secondaire ; 2 - enveloppe externe ; 3 - miroir primaire ; 11 opercule anti-poussières ; B Cryostat : 4 - compartiment instruments ; 10 - réservoir d'hélium ; C Module de service : 5 - bouclier module de service ; 6 - viseurs d'étoiles ; 7 - batteries ; 8 - antenne grand gain ; 9 - réservoir d'azote ; 12 - entretoises ; 13 - centrale à inertie ; D Panneaux solaires : 14 - bouclier panneaux solaires. |  |
| |  |

### La charge utile
La charge utile de Spitzer est constituée par le télescope (la partie optique), le compartiment contenant les instruments scientifiques (hors électronique) et l'électronique des instruments situées dans le module de service pour limiter l'échauffement des détecteurs.

#### Partie optique
La partie optique de Spitzer est un télescope de type Ritchey-Chrétien avec un miroir primaire de 85 centimètres de diamètre. Le télescope comprend également un miroir secondaire de 12 cm de diamètre et une tourelle qui relie les deux miroirs. Le miroir secondaire est monté sur un mécanisme qui permet de modifier la distance du miroir primaire une fois le télescope en orbite. Toutes les parties du télescope, sauf les supports, sont réalisées en béryllium. Ce métal présente l'avantage d'être léger, solide et peu sensible aux changements thermiques. La masse totale du télescope est de 55 kg pour une hauteur de 90 cm. La longueur focale est de 10,2 mètres,.

Certains des composants de Spitzer
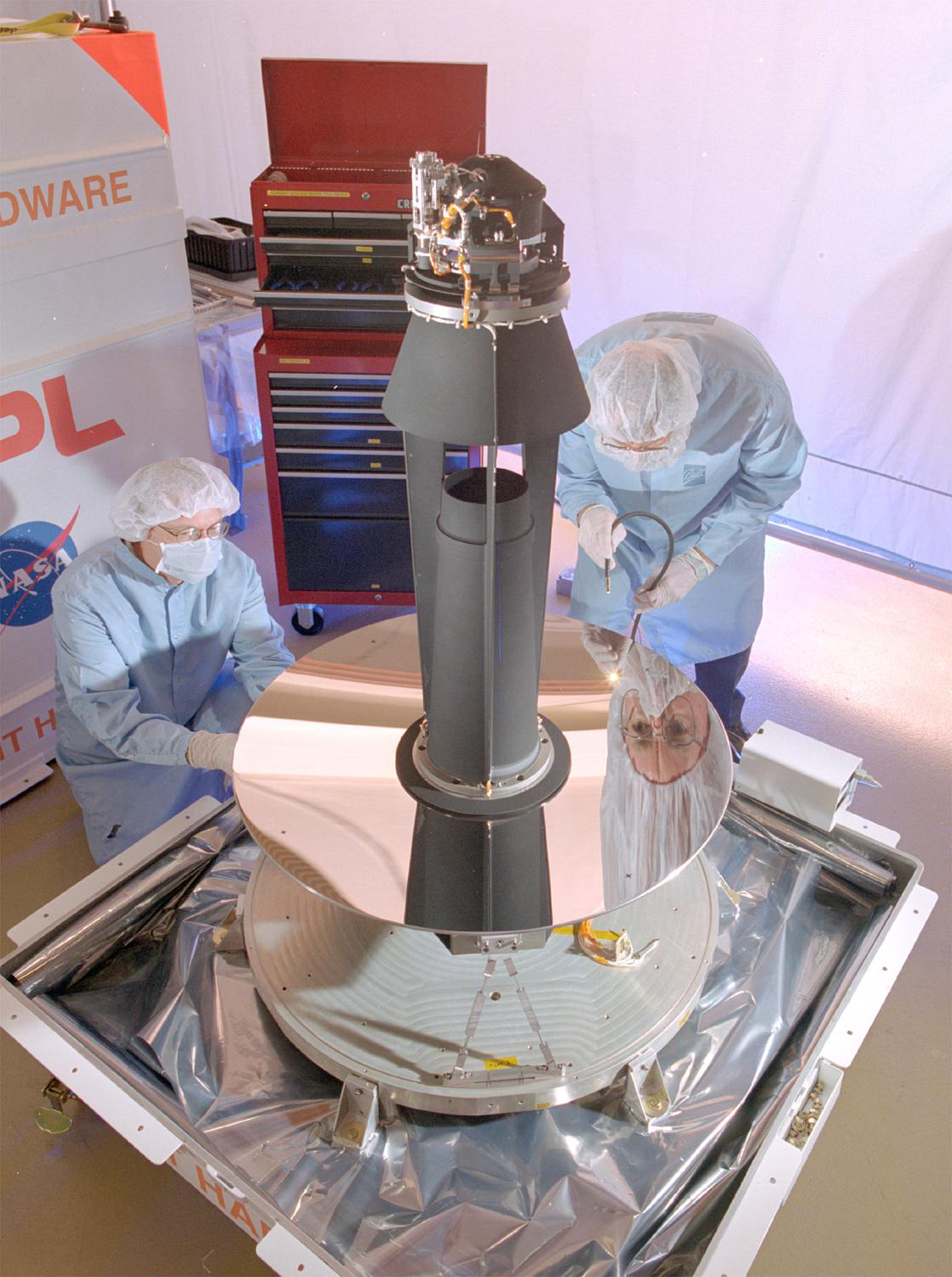
La partie optique du télescope Spitzer.
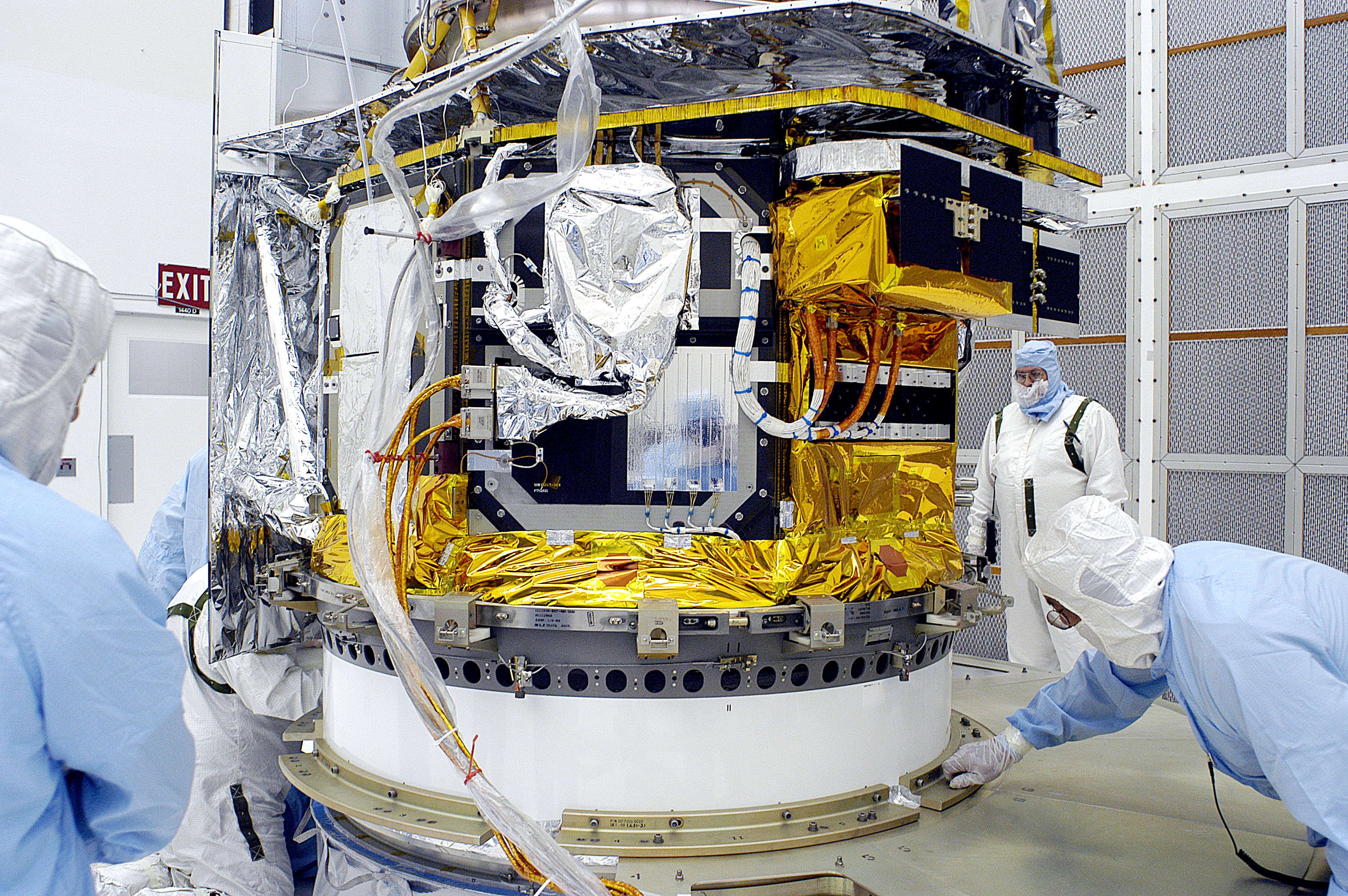
Le module de service.

#### Instruments scientifiques

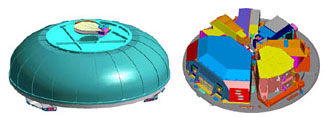
Les instruments scientifiques sont placés dans un compartiment en aluminium situés sous le télescope et au-dessus du réservoir d'hélium. Les instruments sont distribués à la périphérie et capturent le rayonnement infrarouge grâce à des miroirs situés au centre du compartiment.

Réponse des quatre filtres de la caméra IRAC en électron/photon.

Le rayonnement infrarouge collecté par le télescope peut être analysé par trois instruments mais contrairement au télescope spatial Hubble, un seul instrument peut fonctionner à un instant donné. Ceux-ci sont placés dans un compartiment en aluminium de 84 cm de diamètre et 20 cm de haut qui reçoit par un orifice situé au milieu de sa partie supérieure le rayonnement infrarouge collecté par le télescope. Le compartiment est placé directement au-dessus du cryostat rempli d'hélium liquide qui maintient ainsi les instruments à une température proche de 0 kelvin. L'électronique des instruments, source de chaleur, est placée dans le module de service. Les trois instruments embarqués sont :
- IRAC (Infrared Array Camera) est une caméra permettant d'observer l'infrarouge proche et moyen. Les détecteurs sont constitués de 4 matrices de 256 × 256 pixels, chacune collectant respectivement dans des bandes centrées sur 3,6 µm, sur 4,5 µm, sur 5,8 µm et sur 8,0 µm. Les détecteurs utilisés pour les longueurs d'onde courtes (3,6 et 5,5 µm) sont réalisés en antimoniure d'indium tandis que ceux destinés aux longueurs d'onde longues (5,8 et 8 µm) sont en silicium dopés à l'arsenic. La seule partie mobile de l'instrument est l'obturateur qui n'est pas utilisé depuis que Spitzer est en orbite. IRAC est le seul instrument capable de fonctionner au moins partiellement lorsque l'hélium utilisé pour refroidir les instruments est épuisé : la température est alors trop élevée pour les détecteurs 5,8 et 8 µm, mais les deux autres détecteurs restent opérationnels[31],[32] ;
- IRS (Infrared Spectrograph) est un spectrographe produisant des spectres du rayonnement entre 5 µm et 38 µm. Il comprend quatre sous-ensembles fonctionnant en parallèle : spectre d'ondes courtes à haute résolution entre 10 et 19,5 µm, spectre d'ondes courtes à faible résolution entre 5,3 et 14 µm, spectre d'ondes longues à faible résolution entre 14 et 40 µm, spectre d'ondes longues à haute résolution entre 19 et 37 µm. Tous les détecteurs font 128 × 128 pixels, ceux utilisés pour les ondes courtes sont en silicium dopés à l'arsenic (Si:As) tandis que ceux pour les ondes longues sont faits de silicium dopés à l'antimoine (Si:Sb). L'instrument ne comporte aucune partie mobile[33],[34] ;
- MIPS (Multiband Imaging Photometer for Spitzer) est comme IRAC, une caméra imageur mais spécialisée dans l'infrarouge lointain (24 µm, 70 µm et 160 µm) et avec une capacité à faire de la spectrométrie simple. Le détecteur 24 µm comporte 128 × 128 pixels et est réalisé en silicium dopé à l'arsenic. Le détecteur de 70 µm est réalisé avec deux barrettes en germanium dopé avec du gallium de 16 pixels aboutées pour former une matrice 32 × 32. Le détecteur 160 µm comprend deux rangées de 20 pixels réalisés avec les mêmes matériaux. Ces caractéristiques sont nettement supérieures à celles des capteurs du télescope infrarouge européen ISO : PHOT C-100 (l'équivalent de 70 µm) qui n'a que 3 × 3 pixels et C-200 qui n'a que 2 × 2 pixels. Le champ observé est de 5 × 5 minutes d'arc pour la longueur d'onde 24 micromètres mais chute à 0,5 × 6 minutes d'arc à 1 600 µm. Le détecteur à 70 µm permet de produire un spectre simple entre 50 et 100 µm. L'instrument ne comporte qu'une seule partie mobile : il s'agit d'un miroir rotatif permettant de cartographier des portions du ciel plus importantes. Les détecteurs de MIPS sont refroidis à 1,7 K[35],[36].

Les instruments scientifiques
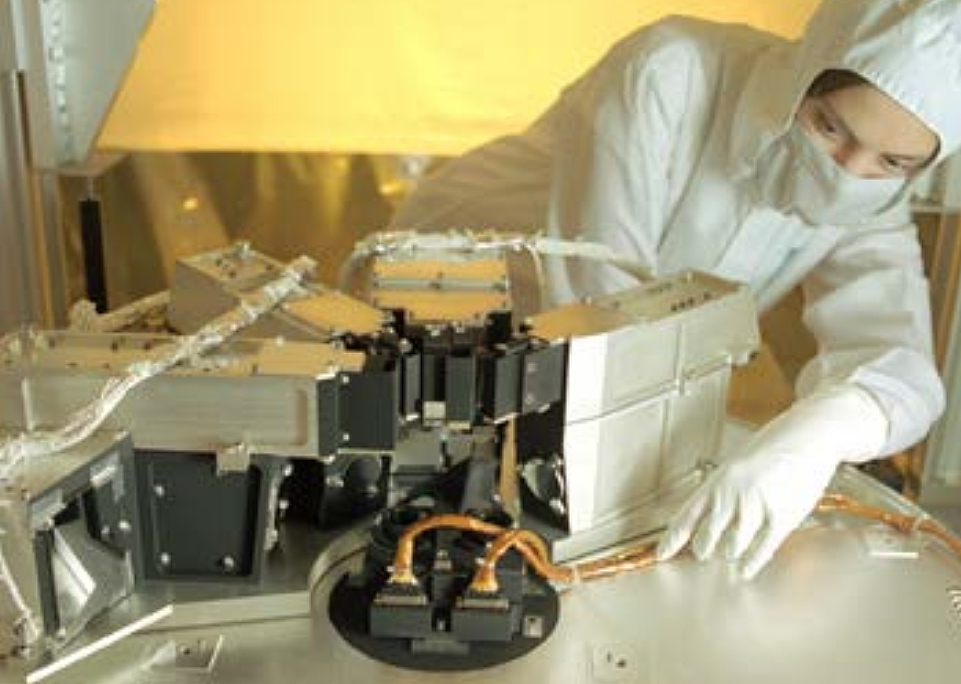
Le spectrographe IRS après son intégration avec la chambre cryogénique MIC.
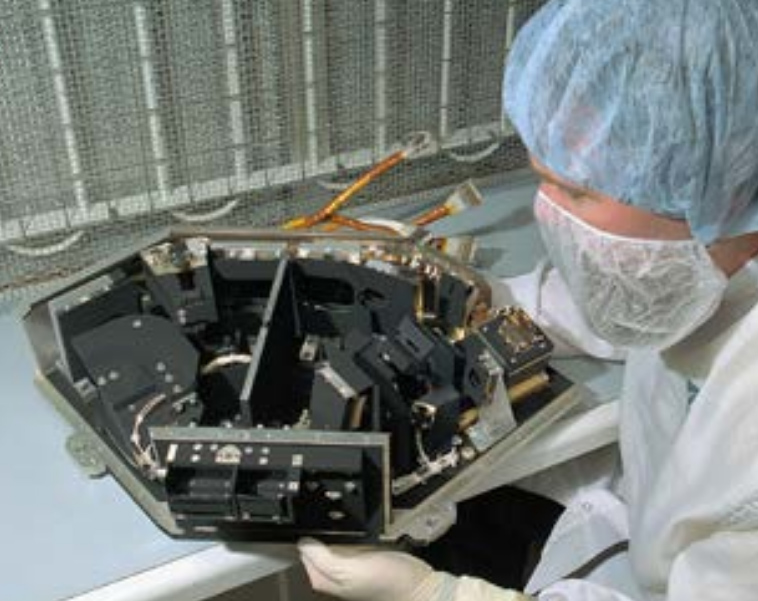
La caméra infrarouge MIPS avant son intégration.
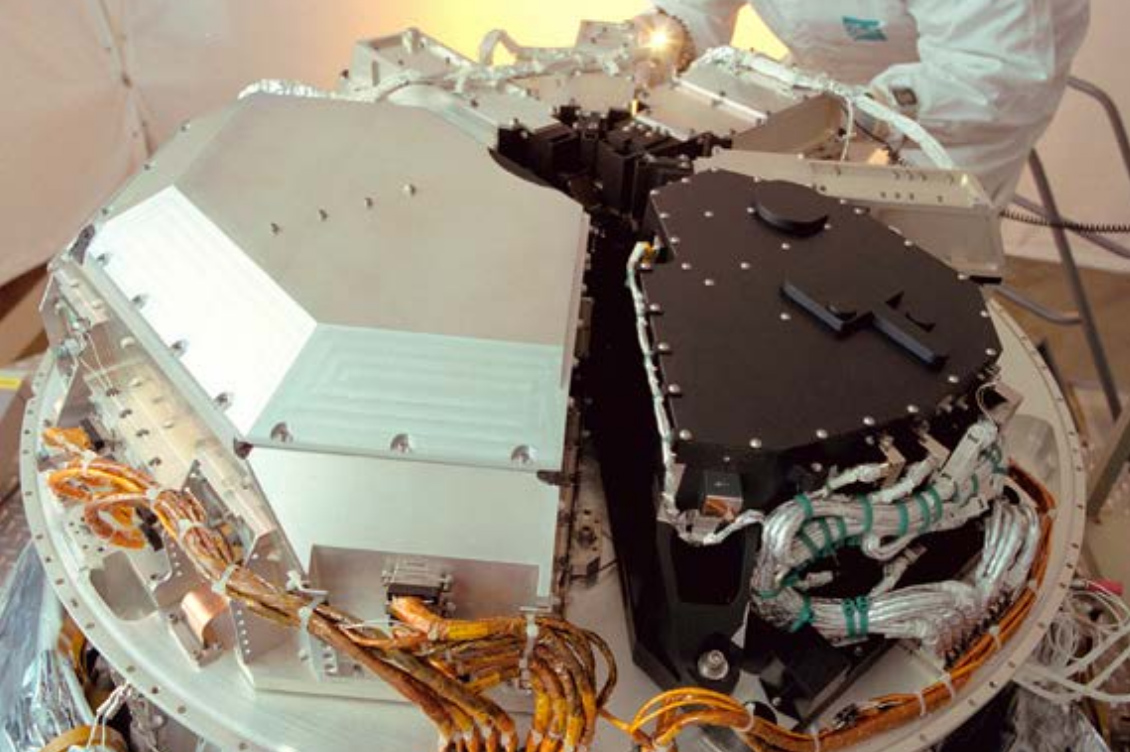
Les trois instruments intégrés dans la chambre cryogénique MIC.

## Résultats

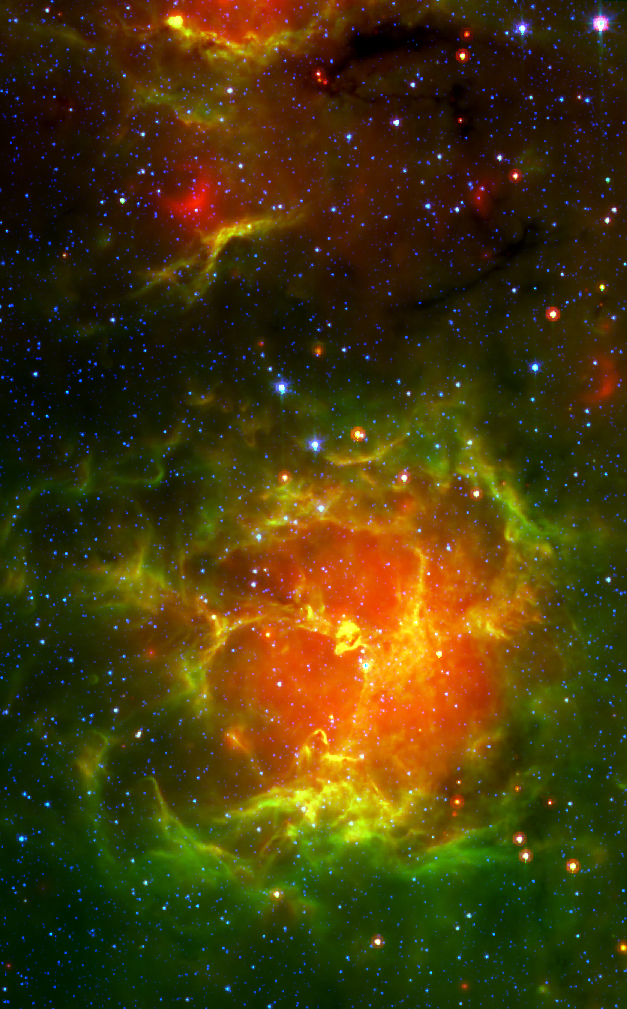
La nébuleuse Trifide vue en infrarouge en combinant les longueurs d'onde de 3,6, 8 et 24 micromètres.

Courant 2010, près de 2 000 publications scientifiques exploitant sur des observations effectuées à l'aide de Spitzer sont publiées.
Le télescope Spitzer permet d'observer pour la première fois de nombreux phénomènes :
- le processus de formation des planètes : la dissolution du disque de poussière et de gaz et sa concentration aboutissant à la formation des planètes. Les observations effectuées autour d'étoiles similaires au Soleil dans différentes phases donnent à penser que le disque de poussière et de gaz dont sont issues les planètes terrestres disparaît en quelques millions d'années et que donc  le processus de formation est très rapide ;
- Spitzer peut étudier les naines brunes qui sont des étoiles avortées (la fusion thermonucléaire ne s'est pas amorcée) du fait de leur petite taille (moins de 0,08 fois la taille du Soleil) mais qui émettent dans l'infrarouge. D'après ces observations, les naines brunes comme les étoiles présentent des disques de poussière et de gaz qui peuvent donc donner naissance à des planètes ;
- Spitzer observe sur une gamme d'ondes très large qui lui permet de détecter des phénomènes très différents au sein des galaxies allant de l'atmosphère des étoiles jusqu'aux nuages interstellaires froids. Cette capacité jointe avec un champ optique de 5 × 5 minutes d'arcs permet de réaliser des images frappantes des galaxies voisines comme M81 ;
- la sensibilité de Spitzer lui permet de détecter des galaxies particulièrement lointaines avec un décalage vers le rouge de 6 donc apparues un peu moins d'un milliard d'années après le Big Bang ;
- Spitzer observe les galaxies infrarouges, siège de formation très intense d'étoiles (« galaxies à sursauts de formations d'étoiles ») et mis en évidence les processus particuliers associés[4] ;
- le télescope spatial peut capter pour la première fois la lumière émise par une exoplanète chaude et ainsi analyser les variations de températures à sa surface[4] ;
- il observe pour la première fois des molécules fullerènes à l'état solide[4].

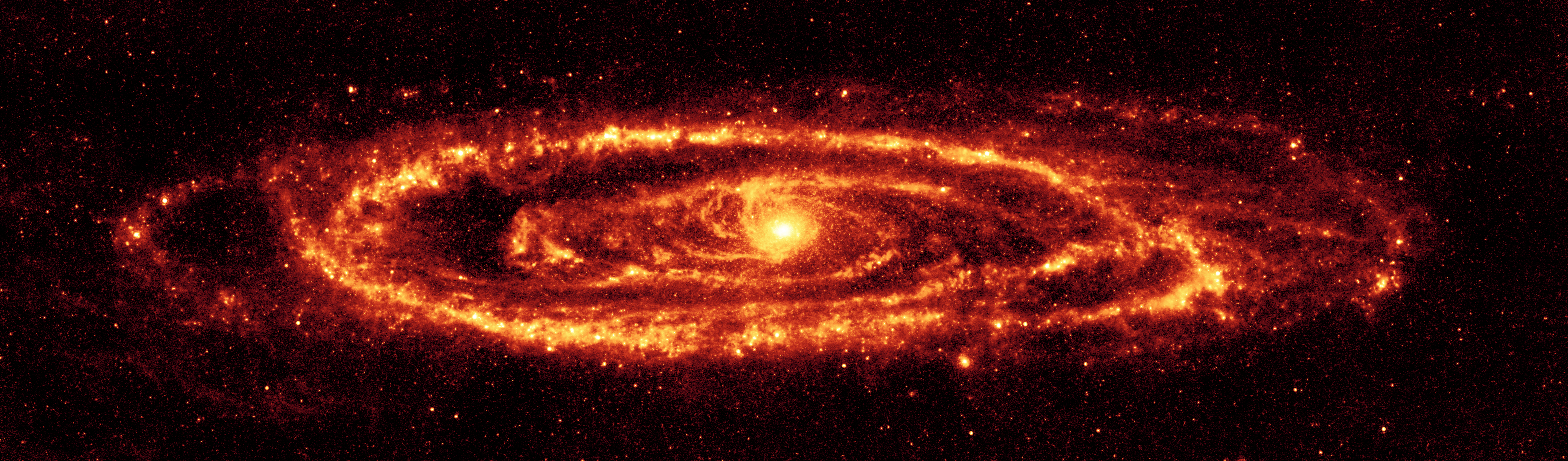
La galaxie d'Andromède (M31) photographiée par MIPS en 24 micromètres le 25 août 2004.

### Exoplanètes
Bien que l'observation des exoplanètes n'ait pas fait partie des objectifs initiaux de la mission Spitzer, le télescope spatial a effectué des découvertes importantes dans ce domaine grâce à sa capacité d'observation dans l'infrarouge et la précision de son système de pointage.
- En mai 2009, Spitzer fournit la première carte météorologique d'une exoplanète en mettant en évidence des variations de température à la surface de la planète géante gazeuse HD 189733 b. Les observations mettent également en évidence la présence de vents violents parcourant l'atmosphère.
- Spitzer découvre cinq des sept planètes rocheuses gravitant autour de l'étoile TRAPPIST-1 dans le cadre d'une campagne d'observation de 500 heures. Les caractéristiques de Spitzer étaient idéales pour observer cette étoile beaucoup plus froide que notre Soleil et déterminer la taille et la masse des planètes.
- En 2010, Spitzer parvient à détecter une exoplanète située à 13 372 années-lumière, beaucoup plus éloignée que toutes celles découvertes jusque-là. La détection est effectuée en utilisant la technique de la microlentille gravitationnelle avec l'assistance d'un télescope terrestre.
- Cette technique est de nouveau mise en œuvre avec l'aide d'astronomes sud-coréens pour détecter une planète de la taille de la Terre tournant autour d'une étoile naine située à 12,7 années-lumière de la Terre.
- En combinant des données de Spitzer et du télescope spatial Kepler, une première cartographie des nuages d'une exoplanète géante de la taille de Jupiter a pu être établie. Spitzer a permis de déterminer que la température de Kepler-7 b variait de 1100 à 1300 kelvin et d'en déduire que l'hémisphère ouest était en permanence nuageuse tandis que l'hémisphère est présentait une atmosphère dégagée.
- Une observation d'une durée de 8 heures de la planète 55 Cancri e a permis de déterminer que cette planète de type superterre (deux fois plus grande que la Terre) connait des températures particulièrement élevées. Cette planète, qui subit un verrouillage gravitationnel (la même face est toujours tournée vers l'étoile), a une température de surface de 2 400 °C côté jour et de 1 120 °C côté nuit. Cela suggère que sa surface est recouverte de lave.
- En 2007, Spitzer capture suffisamment de lumière d'une exoplanète pour identifier la présence de certaines molécules dans son atmosphère. En utilisant la technique de l'éclipse secondaire, le spectrographe du télescope spatial établit que les deux planètes géantes HD 209458 b et HD 189733 b étaient à la fois plus sèches et plus nuageuses que prédit. Contrairement à ce qui était prévu, aucune trace d'eau n'a été trouvée dans leur atmosphère. L'atmosphère de HD 209458 b contient de petits grains de sable (des silicates) dont la présence dans une planète de ce type constitue une nouveauté.
- Spitzer a permis de confirmer et de préciser les découvertes d'exoplanètes effectuées par d'autres instruments, notamment Kepler. Une campagne d'observation de dix Jupiter chauds réalisée en 2015 avec le télescope spatial Hubble a permis d'expliquer l'absence apparente d'eau dans l'atmosphère de ces planètes. L'eau était en réalité masquée par des nuages et des brouillards.
- Spitzer a utilisé ses capacités infrarouges pour observer la poussière provenant de restes d'astéroïdes gravitant autour de six naines blanches. Les données collectées indiquent que cette poussière contient de l'olivine, un matériau abondant sur notre Terre. Ceci suggère que les constituants de notre Terre et des autres planètes rocheuses du système solaire sont communs dans l'univers et que donc les planètes rocheuses abondent également.
- Spitzer observe entre août 2012 et janvier 2013 une brusque augmentation de la quantité de poussière présente autour de l'étoile NGC 2547-ID8. Il s'agissait sans doute du résultat d'une collision entre deux grands astéroïdes qui donne un aperçu du processus violent à l'origine de la formation des planètes rocheuses comme la Terre.

Images prises par les instruments de Spitzer
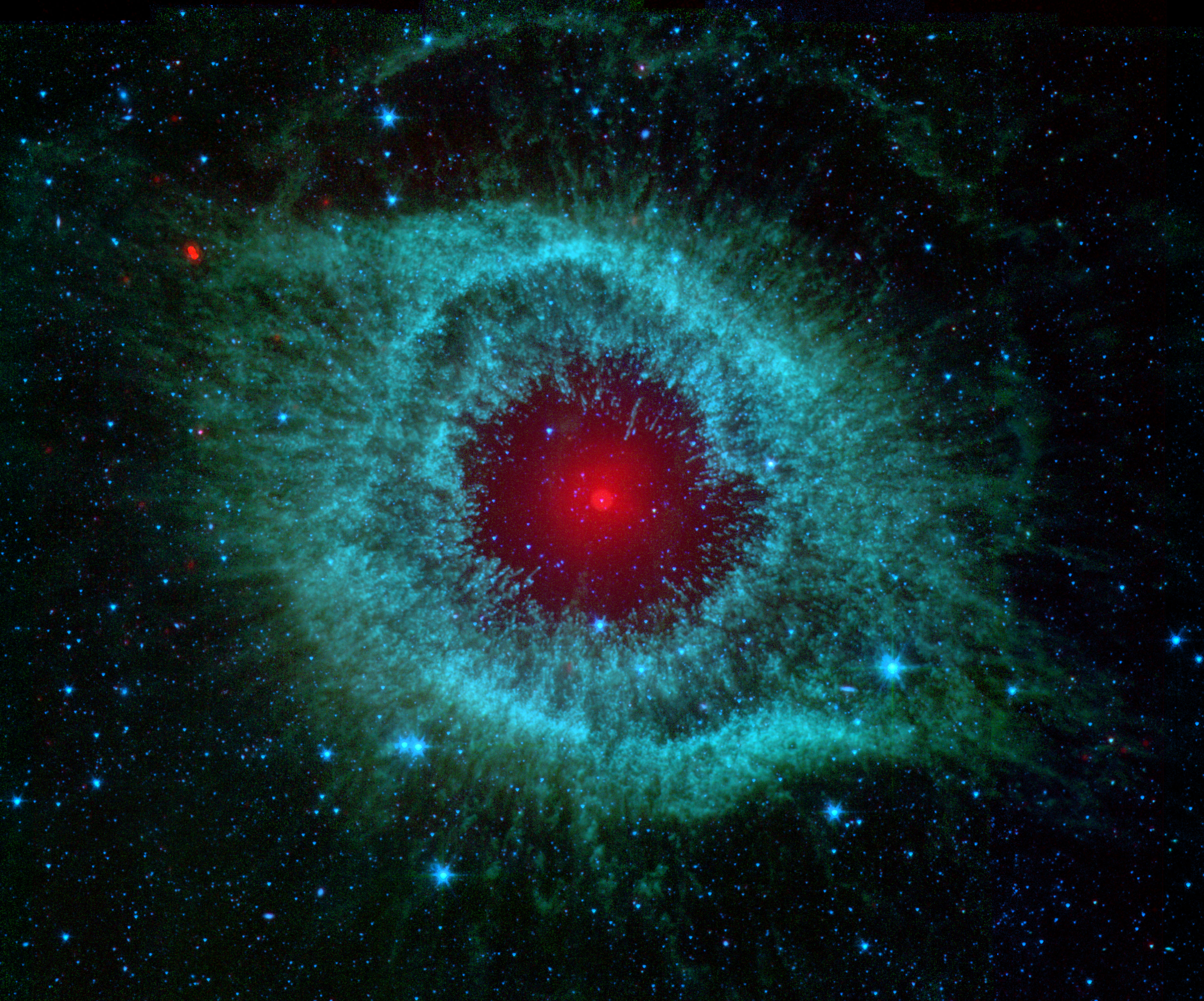
La Nébuleuse Hélix. Bleu : infrarouge entre 3,6 et 4,5 micromètres ; vert : entre 5,8 et 8 micromètres ; rouge : 24 micromètres.
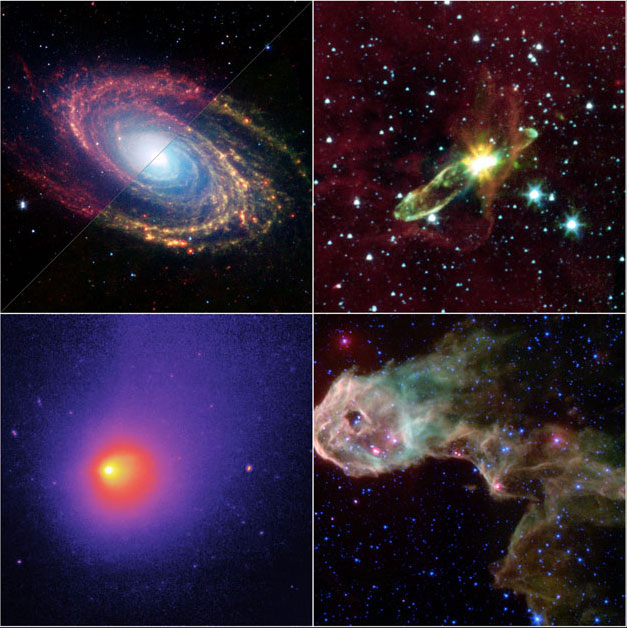
Dans le sens des aiguilles en partant d'en haut à gauche : vue en infrarouge de M81 ; objet Herbig-Haro HH contenant une protoétoile ; plusieurs protoétoiles mis en évidence dans le globule obscur IC 1396 ; la Comète Schwassmann-Wachmann 1.
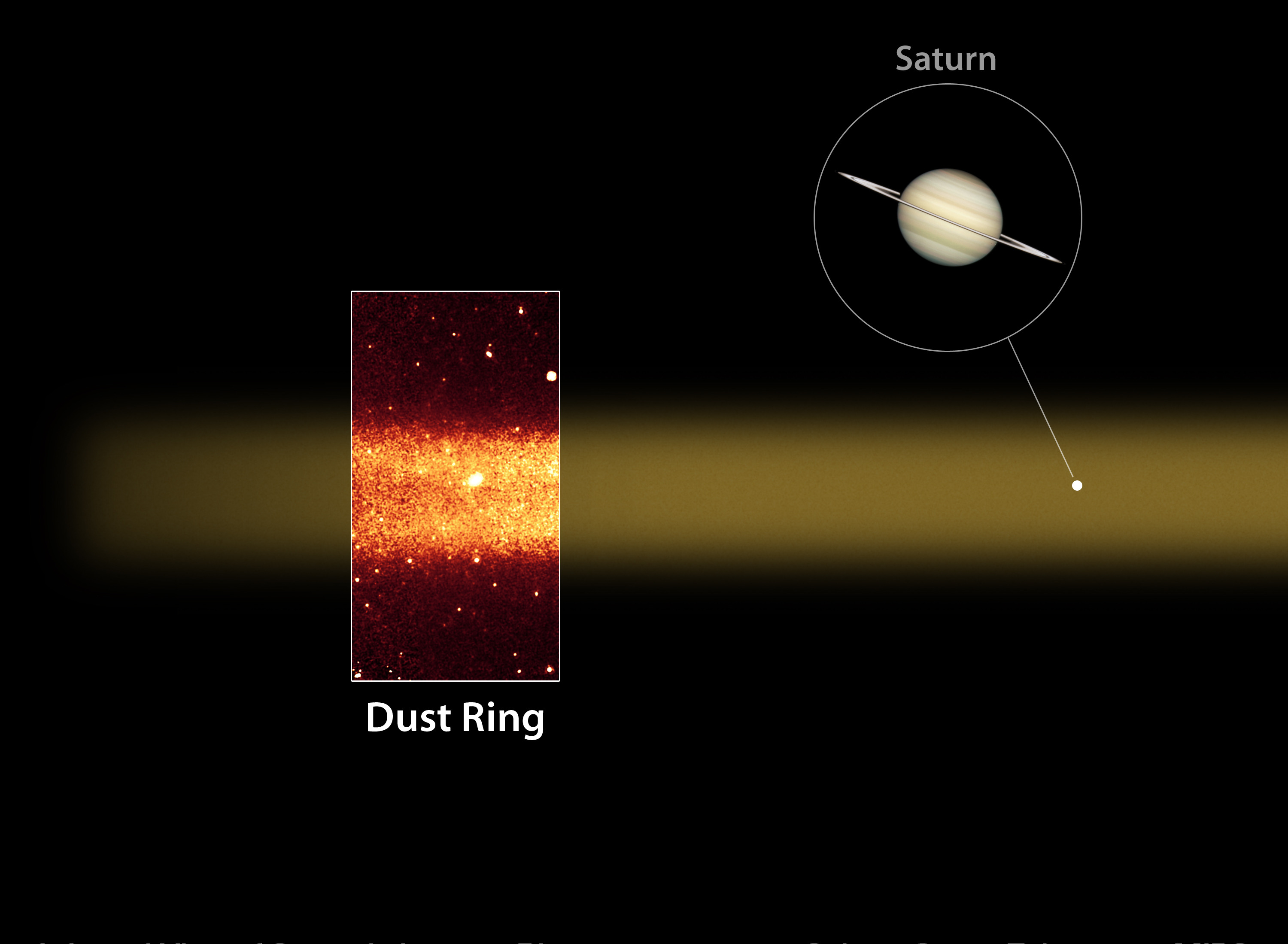
Spitzer permet de découvrir l'anneau de poussière extérieur qui entoure Saturne.

## Successeurs
En 2009, le satellite Herschel est lancé. Son miroir de 3,5 mètres permet l'analyse des infrarouges de longueur d'onde plus grande. Le  télescope spatial James Webb de la NASA prend la suite en 2021, muni d'un miroir primaire dont la surface est cinquante fois plus importante que celle de Spitzer.